# American Crude
American Crude (Fiesta de solteros en España, Los destinos cruzados en Argentina) es una película de comedia de 2008 dirigida por Craig Sheffer. Es protagonizada por Raymond J. Barry, Aaron Brumfield y Gino Cabanas.

## Argumento
Cuando una noche se cruzan los caminos de una serie de excéntricos y problemáticos personajes, aparecerán todo tipo de historias sobre engaños, verdades al desnudo, venganzas, amistades no del todo sinceras y extrañas apariciones.

## Elenco
- Raymond J. Barry - Mr. Grand
- Aaron Brumfield - Policía
- Gino Cabanas - Bagman
- Ski Carr - Ed Butler
- Claudia Choi - Cindy
- Daniel Colletti - Benny
- Amanda Detmer - Olivia
- Martin Dorsla - Policía estríper
- Michael Clarke Duncan - Spinks
- Jennifer Esposito - Carlos
- Sarah Foret - Tammy
- Cam Gigandet - Kip Adams
- Rob Schneider - Bill